# Gilbert Ballet
Pour les articles homonymes, voir Ballet (homonymie).
Louis Gilbert Siméon Ballet, né le 29 mars 1853 à Ambazac (Haute-Vienne) et décédé à Paris le 17 mars 1916, est un neurologue, aliéniste, et historien de la médecine français.

## Aperçu biographique
Ballet a été formé par Jean-Martin Charcot, dont il était chef de clinique à l'Hôpital de la Salpêtrière. En 1904, il a créé le service de psychiatrie de Hôtel-Dieu à Paris et en 1907 il est nommé Professeur d'histoire de la médecine à la Faculté de médecine de Paris. En 1909, il est nommé titulaire de la chaire de clinique des maladies mentales et de l'encéphale à l'hôpital Sainte-Anne. La même année, il est élu président de la Société française d'histoire de la médecine.

## Distinctions
- Officier de la Légion d'honneur

## Travaux
Le 30 janvier 1912, il est nommé à l'Académie des sciences.
Il est l'auteur de travaux importants et nombreux dans le domaine de la neurologie et de la psychiatrie.En 1903 il publie un Traité de psychiatrie, premier traité moderne de psychiatrie qui resta la principale référence francophone pendant près de cinquante ans. C'est également lui qui décrit et définit la psychose hallucinatoire chronique en 1911. Enfin, il publie différents travaux d'histoire de la médecine.

## Œuvres et publications
- Recherches anatomiques et cliniques sur le faisceau sensitif et les troubles de la sensibilité dans les lésions du cerveau, A. Delahaye et E. Lecrosnier (Paris), 1881, 1 vol. (197 p.) ; in-8, lire en ligne sur Gallica.
- « Contribution à l'étude des réflexes tendineux : note sur l'état de la réflectivité spinale dans la fièvre typhoïde », in: "Progrès médical" (Paris), tiré à part: A. Delahaye & E. Lecrosnier (Paris), 1882, 16 p., lire en ligne sur Gallica.
- Le langage intérieur et les diverses formes de l'aphasie, Félix Alcan, coll. «Bibliothèque de philosophie contemporaine» (Paris), 1886, lire en ligne sur Gallica.
- Psychoses et affections nerveuses, O. Doin (Paris), 1897, 1 vol. (451 p.) : 52 fig ; in-8, lire en ligne sur Gallica.
- Swedenborg. Histoire d'un visionnaire au 18e siècle, Masson (Paris), 1899, lire en ligne sur Gallica.
- Traité de pathologie mentale, Octave Doin (Paris), 1903.
- « La psychose hallucinatoire chronique et la désagrégation de la personnalité », in: L’Encéphale, nov.1911,8, n0 6,501-508.
- Le Projet de révision de la loi de 1838 relative aux aliénés, observations présentées à l'Académie de médecine à propos du projet soumis au Sénat, [monographie imprimée] imp. Tancrède (Paris) 1913, lire en ligne sur Gallica.